# Jorge Nieves
Jorge Luis Nieves Parra (né le 23 mai 1952) est un ancien arbitre uruguayen de football.

## Carrière
Il a officié dans des compétitions majeures : 
- Coupe du monde de football des moins de 20 ans 1993 (3 matchs)
- Copa América 1993 (3 matchs)
- Copa América 1997 (3 matchs dont la finale)